# Въоръжени сили на Полша
Въоръжените сили на Полската република (на полски: Siły Zbrojne Rzeczypospolitej Polskiej, наричани също Полска войска – „Wojska Polskiego“) осигуряват отбраната на суверенитета и териториалната цялост на страната, оказват помощ на гражданските власти и населението при извънредни ситуации и изпълняват мисии по линии на Организацията на Североатлантическия договор, Организацията на обединените нации и Европейския съюз, в които Република Полша членува.

## Президент на Полската република
Президентът на Полската република (Prezydent Rzeczypospolitej Polskiej) е Върховен главнокомандващ на Въоръжените сили на Полската република (Najwyższym zwierzchnikiem Sił Zbrojnych RP). В мирно време тези функции са делегирани на Министъра на народната отбрана (Ministеr Obrony Narodowej), който оглавява Министерството.

## Министерство на народната отбрана
Министерство на народната отбрана (Ministerstwo Obrony Narodowej) е службата на централната власт, натоварена с гражданския контрол над въоръжените сили и тяхната готовност за отбрана и оказване на помощ на гражданската администрация и населението. Оглавявано е от Министъра на народната отбрана (Ministеr Obrony Narodowej), който в дейността си е подпомаган от заместник-министри, Началника на Генералния щаб на Полската войска (Szef Sztabu Generalnego Wojska Polskiego) и Главния секретар на Министерството, отговарящ за цивилните служби и служители на Министерството.

## Генерален щаб на Полската войска
Генерален щаб на Полската войска (Sztab Generalny Wojska Polskiego) е висшата военна институция на Полската република, отговаряща за дългосрочната отбранителна стратегия на страната, както и за оказване на военноекспертна оценка за парламента и правителството на страната в сферата на отбраната и сигурността. Оглавяван е от Началника на Генералния щаб на Полската войска (Szef Sztabu Generalnego Wojska Polskiego), който е единственият офицер във въоръжените сили със звание с четири звезди (генерал/ адмирал). Началникът има трима помощници със звания със съответно три (генерал-лейтенант/ вицеадмирал), две (генерал-майор/ контраадмирал) и една (бригаден генерал/ комодор) звезда, a Кабинета на Генералния щаб е ръководен от полковник. Генералният щаб на Полската войска е съставен от 8 управления и Бюро за координация между тях. Оглавявани са от полковници/ капитани I ранг (Началникът на Управлението за оперативно планиране е бригаден генерал/ комодор), а заместниците са полковници/ капитани I ранг
ГЕНЕРАЛЕН ЩАБ НА ПОЛСКАТА ВОЙСКА (Sztab Generalny Wojska Polskiego (SZ WP))
- Управление за организация и изпълнение – P1 (Zarząd Organizacji i Uzupełnień – P1)
- Управление за анализ на разузнаването – P2 (Zarząd Analiz Wywiadowczych i Rozpoznawczych – P2)
- Управление за оперативно планиране – P3 (Zarząd Planowania Operacyjnego – P3)
- Управление за логистика – P4 (Zarząd Logistyki – P4)
- Управление за стратегическо планиране – P5 (Zarząd Planowania Strategicznego – P5)
- Управление за планиране на системите за командване и свръзка – P6 (Zarząd Planowania Systemów Dowodzenia i Łączności – P6)
- Управление за обучение – P7 (Zarząd Szkolenia – P7)
- Управление за планиране на дейностите – P8 (Zarząd Planowania Rzeczowego – P8)
- Бюро за координация (Biuro Koordynacyjne)

С роформата на командната структура на Полската войска от 2013 г. от Генералния щаб са обособени две отделни командни звена – Генерално командване на видовете въоръжени сили и Оперативно командване на видовете въоръжени сили.

## Генерално командване на видовете въоръжени сили
Генералното командване на видовете въоръжени сили (Dowództwo Generalne Rodzajów Sił Zbrojnych) осъществява административният контрол върху въоръжените сили и отговаря за бойната готовност и осигуряването им с техника, персонал и материали. Включва Командна група и инспекторати. Инспекторите на сухопътните войски, военновъздушните сили, военноморските сили, специалните войски, на обучението и на самостоятелните родове войски, заедно с техните инспекторати са част от това командване.
ГЕНЕРАЛНО КОМАНДВАНЕ НА ВИДОВЕТЕ ВЪОРЪЖЕНИ СИЛИ (Dowództwo Generalne Rodzajów Sił Zbrojnych (DG RSZ))
- Генерален командир (Dowódca Generalny) (генерал-лейтенант/ вицеадмирал)
- Заместник генерален командир (zastępca Dowódcy Generalnego) (генерал-майор/ контраадмирал)
- Командна група (Grupa dowódcy)
  - Инспектор на сухопътните войски (inspektor Wojsk Lądowych) (генерал-лейтенант)
    - Заместник-инспектор и Началник на управление танкови и механизирани войски (Szef Zarządu Wojsk Pancernych i Zmechanizowanych – zastępca inspektora Wojsk Lądowych) (полковник)
    - Началник на управление въздушномобилни и моторизирани войски (Szef Zarządu Wojsk Aeromobilnych i Zmotoryzowanych) (бригаден генерал)
    - Началник на управление ракетни войски и артилерия (Szef Zarządu Wojsk Rakietowych i Artylerii) (полковник)

  - Инспектор на военновъздушните сили (inspektor Sił Powietrznych) (бригаден генерал)
    - Заместник-инспектор и Началник на управление въздушни войски (Szef Zarządu Wojsk Lotniczych – zastępca inspektora Sił Powietrznych) (бригаден генерал)
    - Началник на управление радиотехнически войски (Szef Zarządu Wojsk Radiotechnicznych – gen. bryg. Krzysztof Żabicki)

  - Инспектор на военноморските сили (inspektor Marynarki Wojennej) (контраадмирал)
    - Началник на управление морско (Szef Zarządu Morskiego – zastępca inspektora Marynarki Wojennej) (контраадмирал)
    - Началник на управление по въоръженията (Szef Zarządu Uzbrojenia) (комодор)

  - Инспектор на специалните войски (inspektor Wojsk Specjalnych) (бригаден генерал)
  - Инспектор на отделните родове войски (inspektor Rodzajów Wojsk) (бригаден генерал)
    - Началник на управление разузнаване и радиоелектронна война (Szef Zarządu Rozpoznania i Walki Elektronicznej) (полковник)
    - Началник на управление командна поддръжка и свръзка (Szef Zarządu Wsparcia Dowodzenia i Łączności) (полковник)
    - Началник на управление инженерни войски (Szef Zarządu Inżynierii Wojskowej) (полковник)
    - Началник на управление противовъздушна и противоракетна отбрана (Szef Zarządu Obrony Powietrznej i Przeciwrakietowej) (бригаден генерал)
    - Началник на управление отбрана от оръжия за масово поразяване (Szef Zarządu Obrony Przed Bronią Masowego Rażenia) (полковник)
    - Началник на управление войскова здравна служба (Szef Zarządu Wojskowej Służby Zdrowia) (полковник)

  - Инспектор по обучението (inspektor Szkolenia) (бригаден генерал)
  - Старши команден подофицер (starszy Podoficer Dowództwa) (старши команден старшина)

В мирно време всички войскови подразделения, които не изпълняват военни операции са подчинени на това командване, учебните центрове на въоръжените сили също.

## Оперативно командване на видовете въоръжени сили
Оперативното командване на видовете въоръжени сили (Dowództwo Operacyjne Rodzajów Sił Zbrojnych) е формирано на базата на Оперативното управление на Генералния щаб на Полската войска. Командва подразделенията на полските въоръжени сили, изпълняващи военни операции. Началник на командването е (генерал-лейтенант/ вицеадмирал), негов заместник е
(генерал-майор/ контраадмирал).
ОПЕРАТИВНО КОМАНДВАНЕ НА ВИДОВЕТЕ ВЪОРЪЖЕНИ СИЛИ (Dowództwo Operacyjne Rodzajów Sił Zbrojnych (DO RSZ))
- Генерален командир (Dowódca Generalny) (генерал-лейтенант/ вицеадмирал)
- Заместник генерален командир (zastępca Dowódcy Generalnego) (генерал-майор/ контраадмирал)
- Командване (Dowództwo)
  - Център за планиране (Centrum Planowania)
    - Отдел за въздушни операции (Oddział Operacji Powietrznych)
    - Отдел за морски операции (Oddział Operacji Morskich)
    - Отдел за сухопътни операции (Oddział Operacji Lądowych)
    - Отдел за анализ и обучение (Oddział Analiz i Szkolenia)
    - Отдел за оперативно планиране (Oddział Planowania Operacyjnego)
    - Отдел за разузнаване и радиоелектронна война (Oddział Rozpoznania i Walki Elektronicznej)

  - Команден център (Centrum Dowodzenia)
    - Отдел за командване (Oddział Dowodzenia)
    - Отдел за войскови контингенти (Oddział Kontyngentów Wojskowych)
    - Отдел за реагиране при кризи (Oddział Reagowania Kryzysowego)
    - Отдел за дейности по поддръжка (Oddział Wsparcia Działań)
    - Дежурна оперативна служба (Dyżurna Służba Operacyjna)

  - Център за поддръжка (Centrum Wsparcia)
    - Отдел за логистика (Oddział Logistyki)
    - Отдел за свръзка и информатика (Oddział Łączności i Informatyki)
    - Отдел за координация (Oddział Koordynacyjny)
    - Отдел за транспорт и придвижване на войските (Wydział Transportu i Ruchu Wojsk)

  - Отдел за специално осигуряване (Oddział Zasobów Osobowych)
  - Департамент за обща администрация (Wydział Administracji Ogólnej)
  - Медиен департамент (Wydział Prasowy)
  - Дирекция на главния счетоводител (Pion Głównego Księgowego)
  - Правен съветник (Radca Prawny)
  - Отдел на здравната служба (Oddział Służby Zdrowia)

## Служби на централно подчинение

### Служба за военно разузнаване
(Służba Wywiadu Wojskowego)

### Служба за военно контраразузнаване
(Służba Kontrwywiadu Wojskowego)

### Департамент на войсковата здравна служба
Департамент на войсковата здравна служба (Departament Wojskowej Służby Zdrowia)

### Войсково правораздаване
(Sądownictwo wojskowe)

### Войсково обучение
(Szkolnictwo wojskowe)

### Командване на Варшавския гарнизон
Командването на Варшавския гарнизон (Dowództwo Garnizonu Warszawa) е съставено основно от подразделения на сухопътните войски, но е подчинено директно на Министерството на народната отбрана. Командването и основната част от подразделенията му са базирани в столицата Варшава, но представителните военни оркестри, които са разположени в провинцията също са на негово подчинение.
Командване на Варшавския гарнизон (Dowództwo Garnizonu Warszawa) (Варшава)
- 10-и Вроцлавски команден полк (10. Wrocławski Pułk Dowodzenia) (Вроцлав)
- 15-а Сиерадзка бригада за командна поддръжка (15. Sieradzka Brygada Wsparcia Dowodzenia) (Сиерадз)
- Представителен (гвардейски) батальон на Полската войска (Batalion Reprezentacyjny Wojska Polskiego) (Варшава)
- Охранителен полк (Pułk Ochrony) (Варшава)
- 10-и Варшавски автомобилен полк (10. Warszawski Pułk Samochodowy) (Варшава)
- Отдел за снабдяване (Oddział Zabezpieczenia) (Варшава)
- Отдел за снабдяване на столичния гарнизон (Oddział Zabezpieczenia Garnizonu Stołecznego) (Варшава)
- Отдел за снабдяване на Командването на Варшавския гарнизон (Oddział Zabezpieczenia Dowództwa Garnizonu Warszawa) (Варшава)
- Войскови учебно-кондиционен център (Wojskowy Ośrodek Szkoleniowo-Kondycyjny) (Мрангово)
- 24-та Полева техническа база на свързочните войски (24. Polowa Techniczna Baza Wojsk Łączności) (Шумирад)
- Представителен оркестър на военновъздушните сили (Orkiestra Reprezentacyjna Sił Powietrznych) (Познан)
- Представителен оркестър на сухопътните войски (Orkiestra Reprezentacyjna Wojsk Lądowych) (Вроцлав)
- Представителен оркестър на военноморските сили (Orkiestra Reprezentacyjna Marynarki Wojennej) (Гдиня)
- Военни оркестри (Orkiestra Wojskowa) в Бидгошч, Елбланг, Гижицко, Денблин, Битом, Варшава, Швиноуйшчие, Люблин, Сиедлце, Краков, Торун, Кошалин, Радом, Жешов, Шчечин, Жаган
- Специализирана печатница на ГЩ ПВ (Drukarnia Wydawnictw Specjalnych SG WP) (Варшава)
- Клуб на Командването на Варшавския гарнизон (Klub Dowództwa Garnizonu Warszawa) (Варшава)

Инспекторат за поддръжка на въоръжените сили
Инспекторатът за поддръжка на въоръжените сили (Inspektorat Wsparcia Sił Zbrojnych) е на подчинение на Оперативното командване на видовете въоръжеи сили и обединява логистичните подразделенияизвън състава на бойните съединения.
Командване на Инспектората за поддръжка на въоръжените сили (Dowództwo Inspektoratu Wsparcia Sił Zbrojnych) (Бидгошч)
- Команден батальон на Инспектората за поддръжка на въоръжените сили (Batalion Dowodzenia Inspektoratu Wsparcia Sił Zbrojnych) (Бидгошч)
- Учебен център за логистика (Centrum Szkolenia Logistyki) (Грудзяндз)
  - Център за основно обучение (Ośrodek Szkolenia Podstawowego)
  - Център за специализирано обучение (Ośrodek Szkolenia Specjalistycznego)
  - Център за обучение на счетоводители (Ośrodek Szkolenia Kierowców)
  - Училище за противопожарни специалисти (Szkoła Specjalistów Pożarnictwa)
  - Снабдителен батальон (Batalion Zabezpieczenia Szkolenia)
- Директорат за транспорт и придвижване на войските (Szefostwo Transportu i Ruchu Wojsk) (Варшава)
- Център за координация на придвижването на войските (Centrum Koordynacji Ruchu Wojsk) (Варшава)
- Център за координация на придвижването на войските на военния театър (Centrum Koordynacji Ruchu Wojsk na Teatrze) (Олешница)
- 1-ва Поморска логистична бригада (1. Pomorska Brygada Logistyczna) (Бидгошч)
- 10-а Ополска логистична бригада (10. Opolska Brygada Logistyczna) (Ополе)
- 1-ва Регионална логистична база (1. Regionalna Baza Logistyczna) (Валч)
- 2-ра Регионална логистична база (2. Regionalna Baza Logistyczna) (Варшава)
- 3-та Регионална логистична база (3. Regionalna Baza Logistyczna) (Краков)
- 4-та Регионална логистична база (4. Regionalna Baza Logistyczna) (Вроцлав)
- Отдел за снабдяване на Многонационалното командване на силите на НАТО в Бидгошч (Oddział Zabezpieczenia Centrum Szkolenia Sił Połączonych NATO) (JFTC Bydgoszcz))
- полеви работилници
- Батальон за охрана на база (Batalion Ochrony Bazy) (Слупск – Редзиково)
- Столично управление за инфраструктура (Stołeczny Zarząd Infrastruktury) (Варшава)
- Районни управления за инфраструктура (Rejonowy Zarząd Infrastruktury) в Бидгошч, Гдиня, Краков, Люблин, Олщин, Шчечин, Вроцлав и Жельона Гора и
- Войсково управление за инфраструктура (Wojskowy Zarząd Infrastruktury) (Познан)
- Клуб на Инспектората за поддръжка на въоръжените сили (Klub Inspektoratu Wsparcia Sił Zbrojnych) (Бидгошч)
- Гарнизонна команда Бидгошч (Komenda Garnizonu Bydgoszcz)

### Войскови департамент на здравната служба
Войскови департамент на здравната служба (Departament Wojskowej Służby Zdrowia) (Варшава)
военни болници
Централна войскова лекарска комисия (Centralna Wojskowa Komisja Lekarska) (Варшава)
Районни войскови лекарски комисии (Rejonowa Wojskowa Komisja Lekarska) в Бидгошч, Елк, Краков, Люблин, Лодз, Шчечин, Варшава, Вроцлав и Жаган
Районна войскова летателно-лекарска комисия (Rejonowa Wojskowa Komisja Lotniczo-Lekarska) (Варшава)
Районна войскова морско-лекарска комисия (Rejonowa Wojskowa Komisja Morsko-Lekarska) (Гданск)

### Войскови център за метеорология
Войскови център за метеорология (Wojskowe Centrum Metrologii) (Варшава)
- Централен войскови център за метеорология (Centralny Wojskowy Ośrodek Metrologii) (Варшава)
- Специализиран войскови метеорологичен център (Specjalistyczny Wojskowy Ośrodek Metrologii) (Познан)
- 1-ви Войскови метеорологичен център (1.Wojskowy Ośrodek Metrologii) (Гдиня)
- 2-ри Войскови метеорологичен център (2.Wojskowy Ośrodek Metrologii) (Бидгошч)
- 3-ти Войскови метеорологичен център (3.Wojskowy Ośrodek Metrologii) (Олешница)
- 4-ти Войскови метеорологичен център (4.Wojskowy Ośrodek Metrologii) (Радом)

### Военногеографска дирекция
Военногеографската дирекция (Szefostwo Geografii Wojskowej) също както и Командването на Варшавския гарнизон е съставена предимно от подразделения и военнослужещи на сухопътните войски, но е подчинена директно на Генералния щаб на Полската войска.
Военногеографска дирекция (Szefostwo Geografii Wojskowej) (Варшава)
- Войскови географски център (Wojskowe Centrum Geograficzne) (Варшава)
- 22-ри Войскови картографски център (22. Wojskowy Ośrodek Kartograficzny) (Остров Мазовйецка)
- 6-и Отделен географски отдел (6. Samodzielny Oddział Geograficzny) (Торун)
- 19-и Отделен географски отдел (19. Samodzielny Oddział Geograficzny) (Лешно)

## Видове въоръжени сили

### Сухопътни войски
Наземната войска (Wojska Lądowe) обединява оперативните подразделения на сухопътните войски на въоръжените сили. Извън нея остават подразделенията за специални операции и логистичните подразделения извън бригадите.
Командване на наземната войска (Dowództwo Wojsk Lądowych), базирано във Варшава, командвано от генерал-лейтенант
- 11-а Лубуска дивизия бронирана кавалерия на името на крал Ян III Собиески (11 Lubuska Dywizja Kawalerii Pancernej im. Króla Jana III Sobieskiego) (Жаган)
  - 11-и Команден батальон на името на генерал-лейтенант Зигмунт Садовски (11 Batalion Dowodzenia im. gen. broni Zygmunta Sadowskiego) (Жаган)
  - 10-а Бригада бронирана кавалерия на името на генерал-лейтенант Станислав Мацко (10 Brygada Kawalerii Pancernej im. gen. broni Stanisława Maczka) (Швйентошов)
    - Команден батальон (Batalion Dowodzenia)
    - 1-ви Танков батальон (1.Batalion Czołgów)
    - 24-ти Улански батальон на името на великия коронен хетман Станислав Жолкиевски (2-ри Танков батальон) (24.Batalion Ułanów im. Hetmana Wielkiego Koronnego Stanisława Żółkiewskiego (2.bcz))
    - 10-и Механизиран батальон „Драгуни“ (10.Batalion Zmechanizowany „Dragonów“)
    - Самоходен артилерийски дивизион (Dywizjon Artylerii Samobieżnej)
    - Противовъздушен дивизион (Dywizjon Przeciwlotniczy)
    - 10-а Разузнавателна рота „Конни стрелци“ (10.Kompania Rozpoznawcza „Strzelców Konnych“)
    - Логистичен батальон (Batalion Logistyczny)

  - 34-та Бригада бронирана кавалерия на името на великия коронен хетман Ян Замойски (34 Brygada Kawalerii Pancernej im. Hetmana Wielkiego Koronnego Jana Zamoyskiego) (Жаган)
    - Команден батальон (Batalion Dowodzenia)
    - 1-ви Брабантски танков батальон (1.Brabancki Batalion Czołgów)
    - 2-ри Фландърски танков батальон (2.Flandryjski Batalion Czołgów)
    - Механизиран батальон (Batalion Zmechanizowany)
    - Дрезденски самоходен артилерийски дивизион (Drezdeński Dywizjon Artylerii Samobieżnej)
    - Противовъздушен дивизион (Dywizjon Przeciwlotniczy)
    - Логистичен батальон (Batalion Logistyczny)

  - 17-а Механизирана бригада на името на генерал-лейтенант Юзеф Довбор-Мушницки (17 Brygada Zmechanizowana im. gen. broni Józefa Dowbora-Muśnickiego) (Миенджижеч)
    - Команден батальон „Великополски стрелци“ на името на поручик Ян Жепа (Batalion Dowodzenia „Strzelców Wielkopolskich“ im. por. Jana Rzepy) (Миенджижеч)
    - 1-ви Моторизиран пехотен батальон „Жешовски земи“ на името на полковник Бениамин Пьотр Котарба (1.Batalion Piechoty Zmotoryzowanej „Ziemi Rzeszowskiej“ im. płk dypl. Beniamina Piotra Kotarby) (Миенджижеч)
    - 7-и Батальон „Великополски конни стрелци“ (2-ри Моторизиран пехотен батальон) (7.Batalion Strzelców Konnych Wielkopolskich (2.bpzmot)) (Венджин)
    - 15-и Батальон „Познански улани“ на името на генерал-лейтенант Владислав Андерс (3-ти Моторизиран пехотен батальон) (15.Batalion Ułanów Poznańskich im. gen. broni Władysława Andersa (3.bpzmot)) (Венджин)
    - 7-и Великополски конен артилерийски дивизион (7.Dywizjon Artylerii Konnej Wielkopolskiej) (Венджин)
    - Противовъздушен дивизион (Dywizjon Przeciwlotniczy) (Венджин)
    - Разузнавателна рота „Великополски улани“ (Kompania Rozpoznawcza „Ułanów Wielkopolskich“) (Миенджижеч)
    - 5-и Крешовски сапьорен батальон на името на полковник Константи Пиеревоз-Маркйевич (5.Kresowy Batalion Saperów im. płk Konstantego Pierewoza-Markiewicza) (Кросно Оджанске)
    - Логистичен батальон (Batalion Logistyczny) (Миенджижеч)

  - 23-ти Шлански (Силезийски) полк артилерия (23 Śląski Pułk Artylerii) (Болеславйец)
    - Команден дивизион (Dywizjon Dowodzenia)
    - 1-ви Самоходен артилерийски дивизион (1.Dywizjon Artylerii Samobieżnej)
    - 2-ри Ракетен (залпов) артилерийски дивизион (2.Dywizjon Artylerii Rakietowej)
    - 3-ти Ракетен (залпов) артилерийски дивизион (3.Dywizjon Artylerii Rakietowej)
    - 4-ти Ракетен (залпов) артилерийски дивизион (4.Dywizjon Artylerii Rakietowej)
    - Инженерна рота (Kompania Inżynieryjna)
    - Логистичен батальон (Batalion Logistyczny)
    - Група за медицинско осигуряване (Grupa Zabezpieczenia Medycznego)

  - 4-ти Зиелоногорски противовъздушен полк на името на генерал-майор Стефан Ровецки „Грота“ (4 Zielonogórski Pułk Przeciwlotniczy im. gen. dyw. Stefana Roweckiego „Grota“) (Лешно)
    - Командна батарея (Bateria dowodzenia)
    - 1-ви Лешински противовъздушен дивизион (1.Leszczyński Dywizjon Przeciwlotniczy) (Лешно)
    - 2-ри Противовъздушен дивизион (2.Dywizjon Przeciwlotniczy)
    - 3-ти Крешовски противовъздушен дивизион (3.Kresowy Dywizjon Przeciwlotniczy) (Лешно)
    - 4-ти Противовъздушен дивизион (4.Dywizjon Przeciwlotniczy)
    - Логистичен батальон (Batalion Logistyczny)
- 12-а Шчечинска механизирана дивизия на името на Болеслав Кживоуст (12 Szczecińska Dywizja Zmechanizowana im. Bolesława Krzywoustego) (Шчечин)
  - 12-и Команден батальон „Подолски улани“ (12 Batalion Dowodzenia Ułanów Podolskich) (Шчечин)
  - 2-ра Легионерска механизирана бригада на името на маршал Юзеф Пилсудски (2 Brygada Zmechanizowana Legionów im. marszałka Józefa Piłsudskiego) (Злоциениец-Будово)
    - Команден батальон (Batalion Dowodzenia)
    - Танков батальон (Batalion Czołgów) (Чарне)
    - 1-ви Механизиран батальон (1.Batalion Zmechanizowany)
    - 2-ри Механизиран батальон (2.Batalion Zmechanizowany)
    - Самоходен артилерийски дивизион (Dywizjon Artylerii Samobieżnej)
    - Противовъздушен дивизион (Dywizjon Przeciwlotniczy)
    - Логистичен батальон (Batalion Logistyczny)

  - 7-а Бригада за брегова отбрана на името на бригаден генерал Франциск Гжмот-Скотницки (7 Brygada Obrony Wybrzeża im. gen. bryg. Franciszka Grzmot-Skotnickiego) (Слупск)
    - Команден батальон (Batalion Dowodzenia)
    - 1-ви Ленборгски механизиран батальон на името на генерал Йежи Ястженбски (1.Lęborski Batalion Zmechanizowany im. gen. Jerzego Jastrzębskiego) (Ленборк)
    - 2-ри Механизиран батальон (2.Batalion Zmechanizowany)
    - 3-ти Механизиран батальон „Академичен легион“ (3.Batalion Zmechanizowany „Legii Akademickiej“) (Тжебятув)
    - Самоходен артилерийски дивизион (Dywizjon Artylerii Samobieżnej)
    - Противовъздушен дивизион (Dywizjon Przeciwlotniczy)
    - Логистичен батальон (Batalion Logistyczny)

  - 12-а Механизирана бригада на името на генерал-лейтенант Юзеф Халер (12 Brygada Zmechanizowana im. gen broni Józefa Hallera) (Шчечин)
    - Команден батальон (Batalion Dowodzenia)
    - 1-ви „Легионерски“ Моторизиран пехотен батальон (1.Batalion Piechoty Zmotoryzowanej „Legionów“)
    - 14-и Батальон „Язловиецки улани“ (2-ри Моторизиран пехотен батальон) (14.Batalion Ułanów Jazłowieckich (2.bpzmot)) (Старгард Шчечински)
    - 3-ти Моторизиран пехотен батальон (3.Batalion Piechoty Zmotoryzowanej) (Старгард Шчечински)
    - Хошченски самоходен артилерийски дивизион (Choszczeński Dywizjon Artylerii Samobieżnej) (Хошчно)
    - Противовъздушен дивизион (Dywizjon Przeciwlotniczy)
    - 2-ри Старгардски сапьорен батальон (2.Stargardzki Batalion Saperów) (Старгард Шчечински)
    - Логистичен батальон (Batalion Logistyczny)

  - 5-и Полк артилерия (5 Pułk Artylerii) (Сулехов)
    - Команден дивизион (Dywizjon Dowodzenia)
    - 1-ви Самоходен артилерийски дивизион (1.Dywizjon Artylerii Samobieżnej)
    - 2-ри Самоходен артилерийски дивизион (2.Dywizjon Artylerii Samobieżnej)
    - 3-ти Ракетен (залпов) артилерийски дивизион (3.Dywizjon Artylerii Rakietowej)
    - 4-ти Ракетен (залпов) артилерийски дивизион (4.Dywizjon Artylerii Rakietowej)
    - Инженерна рота (Kompania Inżynieryjna)
    - Логистичен батальон (Batalion Logistyczny)
    - Група за медицинско осигуряване (Grupa Zabezpieczenia Medycznego)

  - 8-и Кошалински противовъздушен полк (8 Koszaliński Pułk Przeciwlotniczy) (Кошалин)
    - Командна батарея (Bateria dowodzenia)
    - 1-ви Карконоски противовъздушен дивизион (1.Karkonoski Dywizjon Przeciwlotniczy)
    - 2-ри Противовъздушен дивизион (2.Dywizjon Przeciwlotniczy)
    - 3-ти Противовъздушен дивизион (3.Dywizjon Przeciwlotniczy)
    - 4-ти Противовъздушен дивизион (4.Dywizjon Przeciwlotniczy)
    - Логистичен батальон (Batalion Logistyczny)
- 16-а Поморска механизирана дивизия на името на крал Казимир Ягелонски (16 Pomorska Dywizja Zmechanizowana im. Króla Kazimierza Jagiellończyka) (Елбланг)
  - 16-и Команден батальон „Елблангска земя“ (16 Batalion Dowodzenia Ziemi Elbląskiej) (Елбланг)
  - 1-ва Варшавска бронирана бригада на името на Тадеуш Косцюшко (1 Warszawska Brygada Pancerna im. Tadeusza Kościuszki) (Весола)
    - Команден батальон (Batalion Dowodzenia)
    - 1-ви Танков батальон (1. Batalion Czołgów)
    - 1-ви Колобжески механизиран батальон (1.Kołobrzeski Batalion Zmechanizowany) (Хелм)
    - 3-ти Замойски механизиран батальон (3.Zamojski Batalion Zmechanizowany) (Замошч)
    - Хелмски самоходен артилерийски дивизион (Chełmski Dywizjon Artylerii Samobieżnej) (Хелм)
    - Противовъздушен дивизион (Dywizjon Przeciwlotniczy) (Сиедлце)
    - Логистичен батальон (Batalion Logistyczny)

  - 9-а Бригада бронирана кавалерия на името на крал Щефан Батори (9 Brygada Kawalerii Pancernej im. Króla Stefana Batorego) (Браниево)
    - Команден батальон (Batalion Dowodzenia)
    - 1-ви Танков батальон (1. Batalion Czołgów)
    - 2-ри Танков батальон (2. Batalion Czołgów)
    - 3-ти Механизиран батальон (3. Batalion Zmechanizowany)
    - Самоходен артилерийски дивизион (Dywizjon Artylerii Samobieżnej)
    - Противовъздушен дивизион (Dywizjon Przeciwlotniczy)
    - Логистичен батальон (Batalion Logistyczny)

  - 15-а Гижицка механизирана бригада на името на Завиш Чарни (15 Giżycka Brygada Zmechanizowana im. Zawiszy Czarnego) (Гижицко)
    - Команден батальон (Batalion Dowodzenia)
    - Танков батальон (Batalion Czołgów) (Ожиш)
    - 1-ви Механизиран батальон „Мазовиецки конници“ (1. Batalion Zmechanizowany „Szwoleżerów Mazowieckich“) (Ожиш)
    - 2-ри Механизиран батальон (2. Batalion Zmechanizowany)
    - Самоходен артилерийски дивизион (Dywizjon Artylerii Samobieżnej)
    - Противовъздушен дивизион (Dywizjon Przeciwlotniczy)
    - 15-и Мазурски сапьорен батальон (15. Mazurski Batalion Saperów) (Ожиш)
    - Логистичен батальон (Batalion Logistyczny)

  - 20-а Бартошицка механизирана бригада на името на хетман Винценти Госиевски (20 Bartoszycka Brygada Zmechanizowana im. Hetmana Wincentego Gosiewskiego) (Бартошице)
    - Команден батальон (Batalion Dowodzenia)
    - Танков батальон (Batalion Czołgów) (Моранг)
    - 2-ри Механизиран батальон (2.Batalion Zmechanizowany)
    - 16-и Поморски механизиран батальон на името на великия коронен хетман Станислав Кониецполски (16.Pomorski Batalion Zmechanizowany im. Hetmana Wielkiego Koronnego Stanisława Koniecpolskiego) (Моранг)
    - Самоходен артилерийски дивизион (Dywizjon Artylerii Samobieżnej)
    - Противовъздушен дивизион (Dywizjon Przeciwlotniczy)
    - Логистичен батальон (Batalion Logistyczny)

  - 11-и Мазурски полк артилерия на името на генерал Юзеф Бем (11 Mazurski Pułk Artylerii im. gen. Józefa Bema) (Венгожево)
    - Команден дивизион (Dywizjon Dowodzenia)
    - 1-ви Самоходен артилерийски дивизион (1.Dywizjon Artylerii Samobieżnej)
    - 2-ри Самоходен артилерийски дивизион (2.Dywizjon Artylerii Samobieżnej)
    - 3-ти Ракетен (залпов) артилерийски дивизион (3.Dywizjon Artylerii Rakietowej)
    - 14-и Сувалски противотанков артилерийски дивизион на името на маршал Юзеф Пилсудски (14.Suwalski Dywizjon Artylerii Przeciwpancernej im. marsz. Józefa Piłsudskiego) (Сувалки)
    - Логистичен батальон (Batalion Logistyczny)
    - Група за медицинско осигуряване (Grupa Zabezpieczenia Medycznego)

  - 15-и Голдапски противовъздушен полк (15 Gołdapski Pułk Przeciwlotniczy) (Голдап)
    - Командна батарея (Bateria dowodzenia)
    - 1-ви Противовъздушен дивизион (1.Dywizjon Przeciwlotniczy)
    - 2-ри Елблангски противовъздушен дивизион (2.Elbląski Dywizjon Przeciwlotniczy) (Елбланг)
    - 3-ти Противовъздушен дивизион (3.Dywizjon Przeciwlotniczy)
    - Логистичен батальон (Batalion Logistyczny)
- отделни бригади (samodzielne brygady)
  - 6-а Въздушнодесантна бригада (6 Brygada Powietrznodesantowa) (Краков)
  - 21-ва (планинска) Бригада подалански стрелци (21 Brygada Strzelców Podhalańskich) (Жешув)
  - 25-а (въздушнощурмова) Бригада въздушна кавалерия (25 Brygada Kawalerii Powietrznej) (Томашув Мазовйецки)
  - 1-ва Въздушна бригада на сухопътните войски (1 Brygada Lotnictwa Wojsk Lądowych) (Иновроцлав)
- отделни подразделения
  - 2-ри Хрубйешовски разузнавателен полк (2 Hrubieszowski Pułk Rozpoznawczy) (Хрубйешув)
  - 9-и Вармински разузнавателен полк (9 Warmiński Pułk Rozpoznawczy) (Лидзбарк Вармински)
  - 18-и Бялостоцки разузнавателен полк (18 Białostocki Pułk Rozpoznawczy) (Бялисток)
  - 4-ти Бродницки химически полк (4 Brodnicki Pułk Chemiczny) (Бродница)
  - 5-и Химически полк (4 Pułk Chemiczny) (Тарновские Гори)
  - 1-ви Бжески сапьорен полк (1 Brzeski Pułk Saperów) (Бжег)
  - 2-ри Мазовиецки сапьорен полк (2 Mazowiecki Pułk Saperów) (Казун)
  - 2-ри Иновроцлавски инженерен полк (2 Inowrocławski Pułk Inżynieryjny) (Иновроцлав)
  - 5-и Инженерен полк (5 Pułk Inżynieryjny) (Шчечин)
  - 2-ри Пжасниски радиоелектронен център (2 Przasnyski Ośrodek Radioelektroniczny) (Пжасниш)

### Военновъздушни сили
Военновъздушните сили (Siły Powietrzne) включват три рода войски – авиационни, зенитноракетни и радиотехнически войски, както и подразделения на пряко подчинение:
Командване на ВВС (Dowództwо Sił Powietrznych) (Варшава)
- подразделения на пряко подчинение:
- Оперативен център на ВВС (Centrum Operacji Powietrznych) (Варшава – Пири)
  - Мобилно подразделение за оперативно командване на ВВС (Mobilna Jednostka Dowodzenia Operacjami Powietrznymi) (Познан – Бабки)
  - 22-ри Център за Командване и насочване (22 Ośrodek Dowodzenia i Naprowadzania) (Бидгошч)
  - 32-ри Център за Командване и насочване (32 Ośrodek Dowodzenia i Naprowadzania) (Краков)
  - 1-ви Оперативен координационен център на ВВС (1 Centrum Koordynacji Operacji Powietrznych) (Гдиня)
  - 2-ри Оперативен координационен център на ВВС (2 Centrum Koordynacji Operacji Powietrznych) (Краков)
  - 4-ти Оперативен координационен център на ВВС (4 Centrum Koordynacji Operacji Powietrznych) (Шчечин)
- Директорат на службата за Ръководство на въздушното движение на ВС ПР (Szefostwo Służby Ruchu Lotniczego Sił Zbrojnych Rzeczypospolitej Polskiej) (Варшава)
- Директорат на хидрометеорологичната служба на ВС ПР (Szefostwo Służby Hydrometeorologicznej Sił Zbrojnych Rzeczypospolitej Polskiej) (Варшава – Пири)
- Център за телекомуникационна поддръжка на ВВС (Centrum Wsparcia Teleinformatycznego Sił Powietrznych) (Варшава)
  - 1-ви Район за телекомуникационна поддръжка (1 Rejon Wsparcia Teleinformatycznego) (Познан – Бабки)
  - 2-ри Район за телекомуникационна поддръжка (2 Rejon Wsparcia Teleinformatycznego) (Бидгошч)
  - 3-ти Район за телекомуникационна поддръжка (3 Rejon Wsparcia Teleinformatycznego) (Краков)
  - 4-ти Район за телекомуникационна поддръжка (4 Rejon Wsparcia Teleinformatycznego) (Варшава)
  - 6-и Свързочен батальон на ВВС (6 Batalion Dowodzenia Sił Powietrznych) (Шрем)
- 6-и Химически батальон на ВВС (6 Batalion Chemiczny Sił Powietrznych) (Шрем)
- Учебен център на ВВС на името на Ромуалд Траугут (Centrum Szkolenia Sił Powietrznych im. Romualda Traugutta ) (Кошалин)
- 1-ви Гройецки радиоелектронен център на името на подполковник Ян Ковалевски (1 Ośrodek Radioelektroniczny im. ppłk Jana Kowalewskiego ) (Гройец)
- Учебен център за оцеляване и парашутизъм (Ośrodek Szkolenia Wysokościowo-Ratowniczego i Spadochronowego) (Познан, авиобаза Кшешинйе)
- Централен полигон на ВВС (Centralny Poligon Sił Powietrznych) (Устка)
- 21-ви Централен авиационен полигон (21 Centralny Poligon Lotniczy) (Надажице)
- Войскови учебно-кондиционен център (Wojskowy Ośrodek Szkoleniowo-Kondycyjny) (Закопане)
- Представителен оркестър на ВВС (Orkiestra Reprezentacyjna Sił Powietrznych) (Познан)
- Гарнизонен оркестър Битом (Orkiestra Garnizonowa Bytom)
- Гарнизонен оркестър Радом (Orkiestra Garnizonowa Radom)
- Гарнизонен оркестър Кошалин (Orkiestra Garnizonowa Koszalin)
- Гарнизонен оркестър Денблин (Orkiestra Garnizonowa Dęblin)
- Клуб на ВВС (Klub Sił Powietrznych)
- Авиационен лицей (Ogólnokształcące Liceum Lotnicze) (Денблин)

Авиационни войски (Wojska lotnicze)
- 1-во Тактическо авиационно крило (1 Skrzydło Lotnictwa Taktycznego) (Швидвин)
  - 21-ва Тактическа авиационна база (21 Baza Lotnictwa Taktycznego) (Швидвин) (авиобаза със Су-22М4/УМ3К, TS-11 Iskra)
    - Командване (Dowództwo)
    - Авиационна група (Grupa Działań Lotniczych)
      - 8-а Тактическа авиационна ескадра (8.Eskadra Lotnictwa Taktycznego) – Su-22M-4/ UM-3K, TS-11
      - 41-ва Тактическа авиационна ескадра (40.Eskadra Lotnictwa Taktycznego) – Su-22M-4/ UM-3K, TS-11
      - Ескадра за поддръжка (Еskadra wsparcia)

    - Авиотехническа група (Grupa Obsługi)
    - Група за поддръжка (Grupa Wsparcia)
    - Военно летище Малброк (Wojskowy Port Lotniczy Malbork)

  - 22-ра Тактическа авиационна база на името на бригаден генерал пилот Станислав Скалски (22 Baza Lotnictwa Taktycznego im. gen. bryg. pil. Stanisława Skalskiego) (Малброк)
    - Командване (Dowództwo)
    - Авиационна група (Grupa Działań Lotniczych)
      - 41-ва Тактическа авиационна ескадра (41.Eskadra Lotnictwa Taktycznego) – МиГ-29/ УБ, TS-11

    - Авиотехническа група (Grupa Obsługi)
    - Група за поддръжка (Grupa Wsparcia)

  - 23-та Тактическа авиационна база (23 Baza Lotnictwa Taktycznego) (Минск Мазовйецки) (авиобаза с МиГ-29/ УБ, TS-11 Iskra)
    - Командване (Dowództwo)
    - Авиационна група (Grupa Działań Lotniczych)
      - 1-ва Тактическа авиационна ескадра „Варшава“ (1.Еskadra Lotnictwa Taktycznego „Warszawa“) – МиГ-29/ УБ, TS-11

    - Авиотехническа група (Grupa Obsługi)
    - Група за поддръжка (Grupa Wsparcia)
    - Военно летище Минск Мазовйецки (Wojskowy Port Lotniczy Mińsk Mazowiecki)

  - 12-о Летищно командване (12 Komenda Lotniska) (Мирославйец) (резервна авиобаза, бивша авиобаза със Су-22М4/УМ3К, TS-11 Iskra)
- 2-ро Тактическо авиационно крило (2 Skrzydło Lotnictwa Taktycznego) (Познан)
  - 31-ва Тактическа авиационна база (31 Baza Lotnictwa Taktycznego) (Познан, авиобаза Кшешинйе) (авиобаза с F-16C/D, TS-11 Iskra)
    - Командване (Dowództwo)
    - Авиационна група (Grupa Działań Lotniczych)
      - 3-та Тактическа авиационна ескадра (3. Eskadra Lotnictwa Taktycznego) – F-16C/ D-52CF
      - 6-а Тактическа авиационна ескадра (6. Eskadra Lotnictwa Taktycznego) – F-16C/ D-52CF

    - Авиотехническа група (Grupa Obsługi)
    - Група за поддръжка (Grupa Wsparcia)

  - 32-ра Тактическа авиационна база (32 Baza Lotnictwa Taktycznego) (Ласк)
    - Командване (Dowództwo)
    - Авиационна група (Grupa Działań Lotniczych)
      - 10-а Тактическа авиационна ескадра (10. Eskadra Lotnictwa Taktycznego) – F-16C/ D-52CF

    - Авиотехническа група (Grupa Obsługi)
    - Група за поддръжка (Grupa Wsparcia)

  - 16-и Летищен ремонтен батальон (16 Batalion Remontu Lotnisk) (Яроцин)
- 3-то Транспортно авиационно крило (3 Skrzydło Lotnictwa Transportowego) (Повидз)
  - 1-ва Транспортна авиационна база (1 Baza Lotnictwa Transportowego) (Варшава, авиобаза Окенцие, военна част на международно летище „Фредерик Шопен“) (ВИП транспорт и авиомедицинска евакуация, бившият 36-и Специален транспортен авиополк, разформирован след самолетната катастрофа край Смоленск)
    - Командване (Dowództwo)
    - Авиационна група (Grupa Działań Lotniczych)
      - Вертолетна ескадра (Еskadra śmigłowców) – Mi-8S/ T, W-3P/ WA Sokoł

    - Авиотехническа група (Grupa Obsługi)
    - Група за поддръжка (Grupa Wsparcia)

  - 8-а Транспортна авиационна база на името на полковник пилот Станислав Якуб Скаржински (8 Baza Lotnictwa Transportowego im. płk pil. Stanisława Jakuba Skarżyńskiego) (Краков, авиобаза Балице)
    - Командване (Dowództwo)
    - Авиационна група (Grupa Działań Lotniczych)
      - 12-а Авиационна транспортна ескадра (12. Eskadra Lotnicza) – M-28TD
      - 13-а Авиационна транспортна ескадра (13. Eskadra Lotnicza) – C-295M

    - Авиотехническа група (Grupa Obsługi)
    - Група за поддръжка (Grupa Wsparcia)
    - Авиотехническа команда Вроцлав (Komenda Obsługi Lotniska – Wrocław)

  - 33-та Транспортна авиационна база (33 Baza Lotnictwa Transportowego) (Повидз)
    - Командване (Dowództwo)
    - Авиационна група (Grupa Działań Lotniczych)
      - 14-а Авиационна транспортна ескадра (14. Eskadra Lotnicza) – C-130E, M-28TD
      - 7-а Ескадра за специални операции (7. Eskadra działań specjalnych) – Mi-24, Mi-17/-1W

    - Авиотехническа група (Grupa Obsługi)
    - Група за поддръжка (Grupa Wsparcia)
    - Авиотехническа команда Бидгошч (Komenda Obsługi Lotniska – Bydgoszcz)

  - 1-ва Група за бойно търсене и спасяване (1 Grupa Poszukiwawczo-Ratownicza) (Швидвин) – W-3RL Sokoł
  - 2-ра Група за бойно търсене и спасяване (2 Grupa Poszukiwawczo-Ratownicza) (Минск Мазовйецки) – W-3RL Sokoł
  - 3-та Група за бойно търсене и спасяване (3 Grupa Poszukiwawczo-Ratownicza) (Краков) – W-3RL Sokoł
- 4-то Учебно авиационно крило на името на бригаден генерал пилот Витолд Урбанович (4 Skrzydło Lotnictwa Szkolnego im. gen. bryg. pil. Witolda Urbanowicza) (Денблин)
  - 41-ва Учебна авиационна база на името на полковник пилот Еугениуш Хорбачевски (41 Baza Lotnictwa Szkolnego im. mjr pil. Eugeniusza Horbaczewskiego) (Денблин)
    - Командване (Dowodztwo)
    - Авиационна група (Grupa Działań Lotniczych)
    - Авиотехническа група (Grupa Obsługi Technicznej)
    - Група за поддръжка (Grupa Wsparcia)

  - 42-ра Учебна авиационна база на името на капитан пилот Франциск Жвирк и инженер Станислав Вигур (42 Baza Lotnictwa Szkolnego im. kpt. pil. Franciszka Żwirki i inż. Stanisława Wigury) (Радом, авиобаза Садкув)
    - Командване (Dowodztwo)
    - Авиационна група (Grupa Działań Lotniczych)
    - Авиотехническа група (Grupa Obsługi Technicznej)
    - Група за поддръжка (Grupa Wsparcia)

  - Инженерно-логистичен учебен център (Centrum Szkolenia Inżynieryjno-Lotniczego) (Денблин)
    - Подофицерска школа на ВВС (Szkoła Podoficerska Sił Powietrznych) (Денблин)

Войски за противовъздушна отбрана (Wojska obrony przeciwlotniczej)
- 3-та Варшавска ракетна бригада за противо-въздушна отбрана (3 Warszawska Brygada Rakietowa Obrony Powietrznej) (Сохачев)
  - 32-ри Ракетен дивизион за ПВО (32 Dywizjon Rakietowy Obrony Powietrznej) (Олшевница Стара)
  - 33-ти Ракетен дивизион за ПВО (33 Dywizjon Rakietowy Obrony Powietrznej) (Гдиня)
  - 34-ти Ракетен дивизион за ПВО (34 Dywizjon Rakietowy Obrony Powietrznej) (Битом)
  - 35-и Ракетен дивизион за ПВО (35 Dywizjon Rakietowy Obrony Powietrznej) (Сквйежино)
  - 36-и Ракетен дивизион за ПВО (36 Dywizjon Rakietowy Obrony Powietrznej) (Мжежино)
  - 37-и Ракетен дивизион за ПВО (37 Dywizjon Rakietowy Obrony Powietrznej) (Бйелице)
  - 38-и Дивизион за поддръжка на ПВО (38 Dywizjon Zabezpieczenia Obrony Powietrznej) (Сохачев)

Радиотехнически войски (Wojska radiotechniczne)
- 3-та Радиотехническа бригада (3 Brygada Radiotechniczna) (Вроцлав)
  - 3-ти Сандомиерски радиотехнически батальон (3 Sandomierski Batalion Radiotechniczny) (Сандомйеж)
  - 8-и Шчицйенски радиотехнически батальон (8 Szczycieński Batalion Radiotechniczny) (Липовйец)
  - 31-ви Радиотехнически батальон (31 Batalion Radiotechniczny) (Вроцлав)
  - 34-ти Радиотехнически батальон (34 Batalion Radiotechniczny) (Хойнице)

### Военноморски сили
Военноморските сили (Marynarka Wojenna) са разположени на Балтийското крайбрежие основно в Гдиня и Швиноуйшчие, където са базирани двете флотилии (бригадни еквиваленти).
Командване на ВМС (Dowództwo Marynarki Wojennej) (Гдиня)
- 3-та Флотилия кораби на името на комодор Болеслав Романовски (3 Flotylla Okrętów im. kmdr Bolesława Romanowskiego) (Гдиня)
  - Дивизион подводни кораби (Dywizjon Okrętów Podwodnych) (Гдиня)
    - Командване (Dowództwo)
    - подводница „Орел“, борден номер 291 (ORP „Orzeł“ nr burtowy 291), съветски проект 887E
    - подводница „Сокол“, борден номер 294 (ORP „Sokół“ nr burtowy 294), бивша норвежка клас Кобен
    - подводница „Сенп“, борден номер 295 (ORP „Sęp“ nr burtowy 295), бивша норвежка клас Кобен
    - подводница „Биелик“, борден номер 296 (ORP „Bielik“ nr burtowy 296), бивша норвежка клас Кобен
    - подводница „Кондор“, борден номер 297 (ORP „Kondor“ nr burtowy 297), бивша норвежка клас Кобен

  - Дивизион бойни кораби (Dywizjon Okrętów Bojowych) (Гдиня)
    - Командване (Dowództwo)
    - ракетна фрегата „Косцюшко“, борден номер 273 (ORP „Kościuszko“ nr burtowy 273), бивша американска клас Оливър Хазард Пери
    - ракетна фрегата „Пуласки“, борден номер 272 (ORP „Pułaski“ nr burtowy 272), бивша американска клас Оливър Хазард Пери
    - ракетна корвета „Оркан“, борден номер 421 (ORP „Orkan“ nr burtowy 421), бивша източногерманска проект 660 Сасниц
    - ракетна корвета „Пиорун“, борден номер 422 (ORP „Piorun“ nr burtowy 422), бивша източногерманска проект 660 Сасниц
    - ракетна корвета „Гром“, борден номер 423 (ORP „Grom“ nr burtowy 423), бивша източногерманска проект 660 Сасниц
    - патрулна корвета „Кашуб“, борден номер 240 (ORP „Kaszub“ nr burtowy 240), патрулна корвета местен проект 620

  - Дивизион спомагателни кораби (Dywizjon Okrętów Wsparcia) (Гдиня)
    - Командване (Dowództwo)
    - спомагателен кораб „Пяст“, борден номер 281 (ORP „Piast“ nr taktyczny 281)
    - спомагателен кораб „Лех“, борден номер 282 (ORP „Lech“ nr taktyczny 282)
    - спомагателен кораб „Водник“, борден номер 251 (ORP „Wodnik“ nr taktyczny 251)
    - спасителен кораб „Збишко“, борден номер R-14 (ORP „Zbyszko“ nr taktyczny R-14)
    - спасителен кораб „Мачко“, борден номер R-15 (ORP „Maćko“ nr taktyczny R-15)

  - Група разузнавателни кораби (Grupa Okrętów Rozpoznawczych) (Гдиня)
    - Командване (Dowództwo)
    - разузнавателен кораб „Навигатор“, борден номер 262 (ORP „Nawigator“, nr taktyczny 262)
    - разузнавателен кораб „Хидрограф“, борден номер 263 (ORP „Hydrograf“, nr taktyczny 263)

  - Морско ракетно подразделение (Morska Jednostka Rakietowa im. kmdr Zbigniewa Przybyszewskiego) – (Цевиче – Сиемировиче)
    - Командване (Dowództwo MJR)
    - 1-ви Огневи дивизион (1.Dywizjon ogniowy)
    - 2-ри Огневи дивизион (2.Dywizjon ogniowy)
    - Дивизион за осигуряване (Dywizjon zabezpieczenia)
      - Противовъздушна батарея (Bateria przeciwlotnicza)
      - Логистична рота (Kompania logistyczna)

  - 9-и Противовъздушен дивизион (9. Dywizjon Przeciwlotniczy) (Устка)
  - 43-ти Сапьорен батальон на Флотилията за отбрана на брега (43. Batalion Saperów Flotylli Obrony Wybrzeża) (Розевие)
  - Военно портово командване Гдиня на името на бригаден генерал Станислав Данбка (Komenda Portu Wojennego im. gen. bryg. Stanisława Dąbka) (Гдиня)
    - Пункт за базиране Хел (Punkt Bazowania Hel)

  - Дивизион за хидрографско осигуряване (Dywizjon Zabezpieczenia Hydrograficznego MW) (Гдиня)
  - Център за ветроходна подготовка на ВМС (Ośrodek Szkolenia Żeglarskiego Marynarki Wojennej) (Гдиня)
  - Контролно-измервателен полигон на ВМС (Poligon Kontrolno-Pomiarowy Marynarki Wojennej) (Гдиня – Оксивие)
  - Клуб на ВМС „Ривиера“ (Klub Marynarki Wojennej „Riwiera“) (Гдиня)
  - Редакционно-издателски отдел на ВМС (Zespół Redakcyjno-Wydawniczy MW) (Гдиня)
  - Кораб – музей „Блискавица“ („Светкавица“) (Okręt-Muzeum ORP „Błyskawica“) (Гдиня)
- 8-а Флотилия за брегова отбрана на името на вицеадмирал Казимиеж Поренбски (8 Flotylla Obrony Wybrzeża im. wiceadm. Kazimierza Porębskiego) (Швиноуйшчие)
  - 12-и Волински дивизион миночистачи (12. Woliński Dywizjon Trałowców) (Швиноуйшчие)
    - Командване (Dowództwo MJR)
    - миночистач „Гардно“, борден номер 631 (ORP „Gardno“ nr taktyczny 631)
    - миночистач „Буково“, борден номер 632 (ORP „Bukowo“ nr taktyczny 632)
    - миночистач „Данбие“, борден номер 633 (ORP „Dąbie“ nr taktyczny 633)
    - миночистач „Ямно“, борден номер 634 (ORP „Jamno“ nr taktyczny 634)
    - миночистач „Миелно“, борден номер 635 (ORP „Mielno“ nr taktyczny 635)
    - миночистач „Вицко“, борден номер 636 (ORP „Wicko“ nr taktyczny 636)
    - миночистач „Реско“, борден номер 637 (ORP „Resko“ nr taktyczny 637)
    - миночистач „Сарбско“, борден номер 638 (ORP „Sarbsko“ nr taktyczny 638)
    - миночистач „Нецко“, борден номер 639 (ORP „Necko“ nr taktyczny 639)
    - миночистач „Накло“, борден номер 640 (ORP „Nakło“ nr taktyczny 640)
    - миночистач „Дружно“, борден номер 641 (ORP „Drużno“ nr taktyczny 641)
    - миночистач „Нанча“, борден номер 642 (ORP „Hańcza“ nr taktyczny 642)
    - миночистачен катер „TR-25“, борден номер 625
    - миночистачен катер „TR-26“, борден номер 626

  - 13-и Дивизион миночистачи на името на контраадмирал Анджей Карвети (13. Dywizjon Trałowców im.adm floty Andrzeja Karwety) (Гдиня)
    - Командване (Dowództwo MJR)
    - миночистач „Мева“, борден номер 623 (ORP „Mewa“ nr taktyczny 623)
    - миночистач „Чайка“, борден номер 624 (ORP „Czajka“ nr taktyczny 624)
    - миночистач „Фламинго“, борден номер 621 (ORP „Flaming“ nr taktyczny 621)
    - миночистач „Гопло“, борден номер 630 (ORP „Gopło“ nr taktyczny 630)
    - миночистач „Мамри“, борден номер 643 (ORP „Mamry“ nr taktyczny 643)
    - миночистач „Вигри“, борден номер 644 (ORP „Wigry“ nr taktyczny 644)
    - миночистач „Шнярдви“, борден номер 645 (ORP „Śniardwy“ nr taktyczny 645)
    - миночистач „Вдзидзе“, борден номер 646 (ORP „Wdzydze“ nr taktyczny 646)
    - Група водолази – сапьори (Grupa Płetwonurków-Minerów)

  - 2-ри Дивизион транспортно-минни кораби (2. Dywizjon Okrętów Transportowo-Minowych) (Швиноуйшчие)
    - Командване (Dowództwo MJR)
    - десантнен кораб минен заградител „Торун“, борден номер 825 (ORP „Toruń“, nr burtowy 825), полски проект 767 Полночни
    - десантнен кораб минен заградител „Краков“, борден номер 823 (ORP „Kraków“, nr burtowy 825), полски проект 767 Полночни
    - десантнен кораб минен заградител „Люблин“, борден номер 821 (ORP „Lublin“, nr burtowy 821), полски проект 767 Полночни
    - десантнен кораб минен заградител „Познан“, борден номер 824 (ORP „Poznań“, nr burtowy 824), полски проект 767 Полночни
    - десантнен кораб минен заградител „Гниезно“, борден номер 822 (ORP „Gniezno“, nr burtowy 822), полски проект 767 Полночни
    - универсален спомагателен кораб „Контраадмирал Ксавери Черницки“, борден номер 511 (ORP „Kontradmirał Xawery Czernicki“, nr burtowy 511)
    - 3 транспортни катера проект 716 (3 kutry transportowe projektu 716)

  - 8-и Противовъздушен дивизион (8. Dywizjon Przeciwlotniczy) (Дзивнув)
  - 8-и Колобжески сапьорен батальон на ВМС (8. Kołobrzeski Batalion Saperów Marynarki Wojennej) (Дзивнув)
  - Военно портово командване Швиноуйшчие (Komenda Portu Wojennego Świnoujście)
    - Пункт за базиране Колобжег (Punkt Bazowania Kołobrzeg)
- Гдинска авиационна бригада на ВМС на името на контраадмирал пилот Карол Тжаск-Дурски (Gdyńska Brygada Lotnictwa Marynarki Wojennej im. kmdr por. pil. Karola Trzaska-Durskiego) (Гдиня – Бабие Доли)
  - Командване (Dowództwo BL MW)
  - 43-та Оксивска военноморска авиационна база на името на комодор Едвард Станислав Шистовски (43. Oksywska Baza Lotnictwa Morskiego im. kmdr por. Edwarda Stanisława Szystowiskiego) (Гдиня – Бабие Доли)
    - Командване и щаб (Dowództwo i sztab 43.BlotM)
    - Авиационна група (Grupa Lotnicza)
      - 28-а Ескадра на военноморската авиация (28. Eskadra MW) M-28TD, W-3T Sokol/ W-3RM/ ARM Anakonda, Mi-2, Mi-8MTV-1, Mi-17, SH-2G

    - Авиотехническа група (Grupa Techniczna)
    - Група за поддръжка (Grupa Wsparcia)
    - Войскови авиационен порт Гдиня – Бабие Доли (Wojskowy Port Lotniczy Gdynia Babie Doły)

  - 44-та Кашубско-Дарловска военноморска авиационна база (44. Kaszubsko-Darłowska Baza Lotnictwa Morskiego) – (Цевиче – Сиемировиче и Дарлово) (Siemirowice/ Darłowo)
    - Командване и щаб (Dowództwo i sztab 44.BlotM)
    - Авиационна група Сиемировиче (Grupa Lotnicza Siemirowice)
      - 30-а Ескадра на военноморската авиация (30. Eskadra MW) M-28B1R/ B1E

    - Авиационна група Дарлово (Grupa Lotnicza Darłowo)
      - 29-а Ескадра на военноморската авиация (29. Eskadra MW) Mi-14PL/ PS, Mi-2, W-3RM Anakonda/ T Sokol

    - Авиотехническа група (Grupa Techniczna)
    - Група за поддръжка (Grupa Wsparcia)
    - Войскови авиационен порт Сиемировиче (Wojskowy Port Lotniczy Siemirowice)
    - Войскови авиационен порт Дарлово (Wojskowy Port Lotniczy Darłowo)
- Център за телекомуникационна поддръжка и командване на ВМС (Centrum Wsparcia Teleinformatycznego i Dowodzenia Marynarki Wojennej) (Вейхерово)

- Хидрографско бюро на ВМС (Biuro Hydrograficzne Marynarki Wojennej) (Гдиня)

- 6-и Оливски радиоелектронен център на името на адмирал Арендт Дикман (6. Oliwski Ośrodek Radioelektroniczny im. adm. Arendta Dickmana) (Гдиня)
- Учебен център на ВМС на името на вицеадмирал Юзеф Унруг (Centrum Szkolenia Marynarki Wojennej im. wiceadm. Józefa Unruga) (Устка)
  - Подофицерска школа на ВМС (Szkoła Podoficerska Marynarki Wojennej) (Устка)
  - Център за подготовка на водолази на Полската войска на името на комодор Станислав Миелчарк (Ośrodek Szkolenia Nurków i Płetwonurków Wojska Polskiego im. kmdr Stanisława Mielczarka) (Гдиня)
- Клуб на ВМС „Ривиера“ (Klub Marynarki Wojennej „Riwiera“) (Гдиня)

### Специални войски
През 2007 г. са обособени Специални войски (Wojska Specjalne) като четвърти вид въоръжени сили. Командването им е разположено в Краков и е оглавявано от бригаден генерал, а числеността им е приблизително 2500 души.
Командване за специални операции (Dowództwo Wojsk Specjalnych) (Краков)
- Войсково подразделение Гром (Jednostka Wojskowa Grom) – най-елитното полско войсково подразделение, базирано е във Варшава, поделението му за морски операции е разположено в Гданск
- Войсково подразделение Формоза (Jednostka Wojskowa Formoza) – бойните плувци на полските въоръжени сили, базирано в Гдиня, освен пряко за военни операции отговаря и за подготовката на бойни плувци на Войсково подразделение Гром
- Войсково подразделение Агат (Jednostka Wojskowa Agat) – Базирано в Гливице, бившето специално подразделение на Войсковата жандармерия
- Войсково подразделение командоси (Jednostka Wojskowa Komandosów) – подразделение за бойна поддръжка на силите за специални операции, базирано в Люблинйец, еквивалент на американските рейнджъри
- Войсково подразделение Нил (Jednostka Wojskowa Nil) – подразделението за оперативна и тилова поддръжка на специалните сили, базирано в Краков
- 7-а Ескадрила за специални операции (7 Eskadra Działań Specjalnych) – базирана в 33-та Транспортна авиобаза Повидз, въоръжена с вертолети Ми-24 и Ми-17, административно част от ВВС, оперативно подчинена на Командването на специалните сили

## Сили на централно подчинение

### Командване на варшавския гарнизон
Командване на варшавския гарнизон (Dowództwo Garnizonu Warszawa)

### Инспекторат за поддръжка на въоръжените сили
Инспекторатът за поддръжка на въоръжените сили (Inspektorat Wsparcia Sił Zbrojnych) е структурата за обща логистична поддръжка, подобна на германското Командване за обща поддръжка (Streitkraeftebasis).
Командване на Инспектората за поддръжка на въоръжените сили (Dowództwo Inspektoratu Wsparcia Sił Zbrojnych) (Бидгошч)
- Команден батальон на Инспектората за поддръжка на въоръжените сили (Batalion Dowodzenia Inspektoratu Wsparcia Sił Zbrojnych) (Бидгошч)
- 1-ва Поморска логистична бригада (1. Pomorska Brygada Logistyczna) (Бидгошч)
- 10-а Ополска логистична бригада (10. Opolska Brygada Logistyczna) (Ополе)
- 1-ва Регионална логистична база (1. Regionalna Baza Logistyczna) (Валч)
- 2-ра Регионална логистична база (2. Regionalna Baza Logistyczna) (Варшава)
- 3-та Регионална логистична база (3. Regionalna Baza Logistyczna) (Краков)
- 4-та Регионална логистична база (4. Regionalna Baza Logistyczna) (Вроцлав)
- Директорат за транспорт и придвижване на войските (Szefostwo Transportu i Ruchu Wojsk) (Варшава)
  - Координационен център за придвижване на войските (Centrum Koordynacji Ruchu Wojsk) (Варшава)
  - Координационен център за придвижване на войските на военния театър (Centrum Koordynacji Ruchu Wojsk na Teatrze) (Олешница)
- Учебен център за логистика (Centrum Szkolenia Logistyki) (Груджьондз)
- Снабдителен отдел на Съвместното командване на силите на НАТО в Бидгошч (Oddział Zabezpieczenia Centrum Szkolenia Sił Połączonych NATO (JFTC)) (Бидгошч)
- Изследователски център (Ośrodek Badawczy Służby MPS) (Денбогуже)
- 12-и Полеви авиотехнически отдел (12. Terenowy Oddział Lotniskowy) (Варшава)
- 17-и Полеви авиотехнически отдел (17. Terenowy Oddział Lotniskowy) (Гданск – Вжешч)
- Батальон за охрана на база (Batalion Ochrony Bazy) (Слупск – Редзиково)
- Войсково инфраструктурно управление (Wojskowy Zarząd Infrastruktury) (Познан)
- Столично инфраструктурно управление (Stołeczny Zarząd Infrastruktury) (Варшава)
- Районно инфраструктурно управление (Rejonowy Zarząd Infrastruktury) в Бидгошч, Гдиня, Краков, Люблин, Олщин, Шчечин, Вроцлав, Жельона Гора
- Клуб на Инспектората за поддръжка на въоръжените сили (Klub Inspektoratu Wsparcia Sił Zbrojnych) (Бидгошч)
- Гарнизонно командване Бидгошч (Komenda Garnizonu Bydgoszcz)

### Войскова жандармерия
Войсковата жандармерия (Żandarmeria Wojskowa) е военнополицейската служба на полските въоръжени сили. Формирана е през 1990 г. За разлика от френската жандармерия, полската изпълнява стриктно военнодисциплинарни и военноохранителни функции и няма отношение към осигуряване на обществения ред. Службата е с численост около 4500 души, щабът ѝ се намира във Варшава и се командва от бригаден генерал.
- Главно командване на войсковата жандармерия (Komenda Główna Żandarmerii Wojskowej) (Варшава)
- Мазовйецки отдел на войсковата жандармерия (Mazowiecki Oddział Żandarmerii Wojskowej) (Варшава)
  - 2 криминални отдела на войсковата жандармерия (Wydział Żandarmerii Wojskowej) в Люблин и Ласк – Сиерадз
  - 4 участъка на войсковата жандармерия (Placówka Żandarmerii Wojskowej) в Бялисток, Денблин, Пжасниш и Радом
- Отдел на войсковата жандармерия Бидгошч (Oddział Żandarmerii Wojskowej – Bydgoszcz)
  - Криминален отдел на войсковата жандармерия Познан (Wydział Żandarmerii Wojskowej – Poznań)
  - 5 участъка на войсковата жандармерия (Placówka Żandarmerii Wojskowej) в Грудзяндз, Иновроцлав, Торун, Повидз
- Отдел на войсковата жандармерия Елбланг (Oddział Żandarmerii Wojskowej – Elbląg)
  - 2 криминални отдела на войсковата жандармерия (Wydział Żandarmerii Wojskowej) в Гдиня и Бемово Пиские
  - 5 участъка на войсковата жандармерия (Placówka Żandarmerii Wojskowej) в Бартошице, Браниево, Гижицко, Малброк и Моранг
- Отдел на войсковата жандармерия Шчечин (Oddział Żandarmerii Wojskowej – Szczecin)
  - 2 криминални отдела на войсковата жандармерия (Wydział Żandarmerii Wojskowej) в Олешно и Устка
  - 6 участъка на войсковата жандармерия (Placówka Żandarmerii Wojskowej) в Кошалин, Старгард Шчечински, Швидвин, Швиноуйшч, Тжебятов и Валч
- Отдел на войсковат ажандармерия Краков (Oddział Żandarmerii Wojskowej)
  - 2 криминални отдела на войсковата жандармерия (Wydział Żandarmerii Wojskowej) в Нова Денба, Жешув,
  - 5 участъка на войсковата жандармерия (Placówka Żandarmerii Wojskowej) в Бйелско Бяла, Гливице, Киелце, Лублинйец и Пжемишъл
- Лубуски отдел на войсковата жандармерия (Lubuski Oddział Żandarmerii Wojskowej) (Жаган)
  - 2 криминални отдела на войсковата жандармерия (Wydział Żandarmerii Wojskowej) във Венджин и Вроцлав
  - 6 участъка на войсковата жандармерия (Placówka Żandarmerii Wojskowej) в Болеславйец, Клодзко, Мйендзижеч, Ополе, Сулехув и Лешно
- Специален отдел на войсковата жандармерия Варшава (Oddział Specjalny Żandarmerii Wojskowej)
- Специален отдел на войсковата жандармерия Минск Мазовйецки (Oddział Specjalny Żandarmerii Wojskowej)
- Учебен център на войсковата жандармерия (Centrum Szkolenia Żandarmerii Wojskowej) (Минск Мазовйецки)
- Снабдителен отдел на войсковата жандармерия (Oddział Zabezpieczenia Żandarmerii Wojskowej) (Варшава)

1. ↑  www.jednostki-wojskowe.pl
2. ↑  www.jednostki-wojskowe.pl
3. ↑  www.jednostki-wojskowe.pl
4. ↑  www.jednostki-wojskowe.pl
5. ↑  www.jednostki-wojskowe.pl
6. ↑  www.jednostki-wojskowe.pl
7. ↑  www.jednostki-wojskowe.pl
8. ↑  www.jednostki-wojskowe.pl